# Aborygeni australijscy
Aborygeni australijscy (ang. Aboriginal Australians, od łac. ab origine „od początku”, czyli „ci, którzy byli tu od początku”) – rdzenni mieszkańcy Australii.
Wg badań genetycznych z XXI wieku zarówno Aborygeni australijscy, jak i Papuasi są bezpośrednimi potomkami społeczności, która jako pierwsza opuściła Afrykę. Ich przodkowie przybyli do Australii wg różnych źródeł od ok. 125 do 50 tys. lat temu, prawdopodobnie z południowo-wschodniej Azji przez pomost wyspowy dzisiejszej Indonezji i wyspę Nową Gwineę. Prowadzili koczowniczy tryb życia. Byli uzależnieni od otaczającego ich środowiska i bardzo z nim związani. Do ich podstawowych zajęć należały łowiectwo i zbieractwo, a w rejonach nadbrzeżnych także rybołówstwo. W 1770 roku, gdy James Cook dotarł do Australii, istniało od ponad 500 do 600 plemion aborygeńskich, używających co najmniej 500 języków.
Obecnie Aborygeni zamieszkują głównie słabo zaludnione i nieurodzajne obszary Australii Zachodniej, Queensland i Terytorium Północnego. Liczna populacja Aborygenów zamieszkuje także uboższe przedmieścia w wielkich australijskich miastach.
Aborygeni w Australii wierzą, że są częścią ziemi, a ziemia jest częścią ich samych. Wierzą, że  - skały, drzewa i zagłębienia z wodą - zawierają przekaz, który wyjaśnia sens życia. Ziemia jest święta i trzeba się o nią troszczyć.

## Znaczenie słowa „Aborygeni”
W starożytności według etymologii ludowej nazwa Aborygenów, mitycznego ludu Italii, pochodziła od faktu, że lud ten miał mieszkać w Lacjum „od początku”. W XVIII w. termin ten zaczęto stosować w naukach przyrodniczych w znaczeniu „gatunki miejscowe”, a później ograniczono go do ludzi zamieszkujących Australię „od początku”, przed przybyciem Europejczyków.
Nazwę tę dziś najczęściej stosuje się w odniesieniu do przedstawicieli geograficznej rasy australoidalnej Australii i Tasmanii.

## Życie i zwyczaje

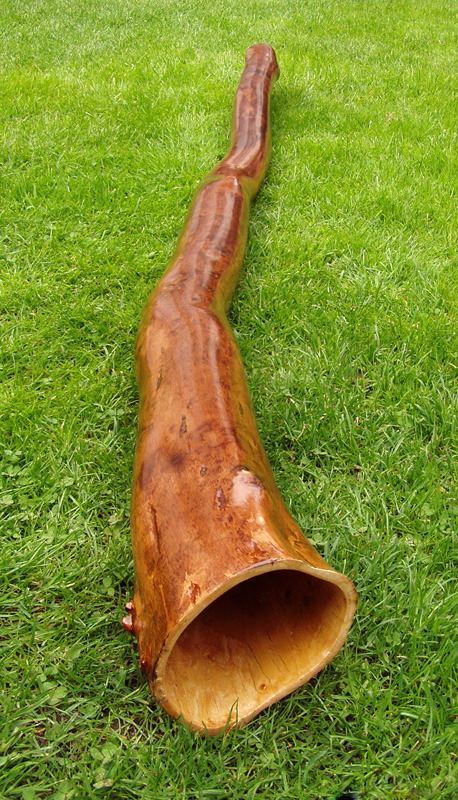
Didgeridoo

Aborygeni prowadzili koczowniczy tryb życia. Byli myśliwymi i nomadami. Przemierzali ogromne obszary, zakładając tymczasowe obozy w pobliżu zbiorników wodnych. Kiedy tylko skończyły się zapasy jedzenia, wyruszali w dalszą drogę. Handlowali z innymi plemionami, wymieniając z nimi towary.
Aborygeni polowali na zwierzęta, np. kangury. Mięsną dietę uzupełniali tym, co zdołali zebrać: dzikimi roślinami, orzechami, jagodami. Ponieważ garncarstwo było słabo rozwinięte, wiele potraw spożywano na surowo lub pieczone na otwartym ogniu. Myśliwi używali włóczni z kamiennymi ostrzami, oszczepów, a także drewnianych bumerangów. Nie znali łuków. Niektóre plemiona wykształciły język migowy, dzięki któremu mogły porozumiewać się podczas tropienia zwierząt (na przykład otwierająca się stopniowo dłoń oznaczała kangura).
Jednym z symboli kultury Aborygenów jest didgeridoo, instrument dęty uznawany za jeden z najstarszych instrumentów muzycznych świata. Tradycyjny sposób jego wytwarzania nie zmienił się od tysięcy lat – powstaje on z wyjedzonych przez termity gałęzi drzew (np. eukaliptusa), w których drąży się odpowiedni otwór. Aborygeni grali na nim i nadal grają podczas uroczystości plemiennych. Współcześnie jest to też jeden z instrumentów charakterystycznych dla „world music”.
Aborygeni przekazywali z pokolenia na pokolenie legendy, pieśni i tradycje. Ich kultura przetrwała dzięki corroborees, ceremoniom towarzyszącym zgromadzeniom plemiennym, podczas których pieśniami, muzyką i tańcem odtwarza się pradawne opowieści o przeszłości Australii. Obecnie Aborygeni żyją głównie w IPA (Indigenous Protected Areas), choć wielu z nich włączyło się w życie australijskiego społeczeństwa i pracują jako rolnicy albo hodowcy, a tylko kilkadziesiąt tysięcy rdzennych mieszkańców Australii kontynuuje tradycje swoich przodków. 

## Cechy antropologiczne
Aborygeni są zazwyczaj zaliczani do rasy czarnej, choć według niektórych antropologów tworzą odrębną rasę bądź „odmianę australoidalną”. Pod względem fizycznym charakteryzują się:
- ciemną karnacją (barwa od czekoladowej do czarnej)
- kręconymi lub falistymi, brązowymi i czarnymi włosami
- długą głową (dolichocefalia)
- szerokim nosem
- prognatyzmem
- masywnymi zębami.

## Religia

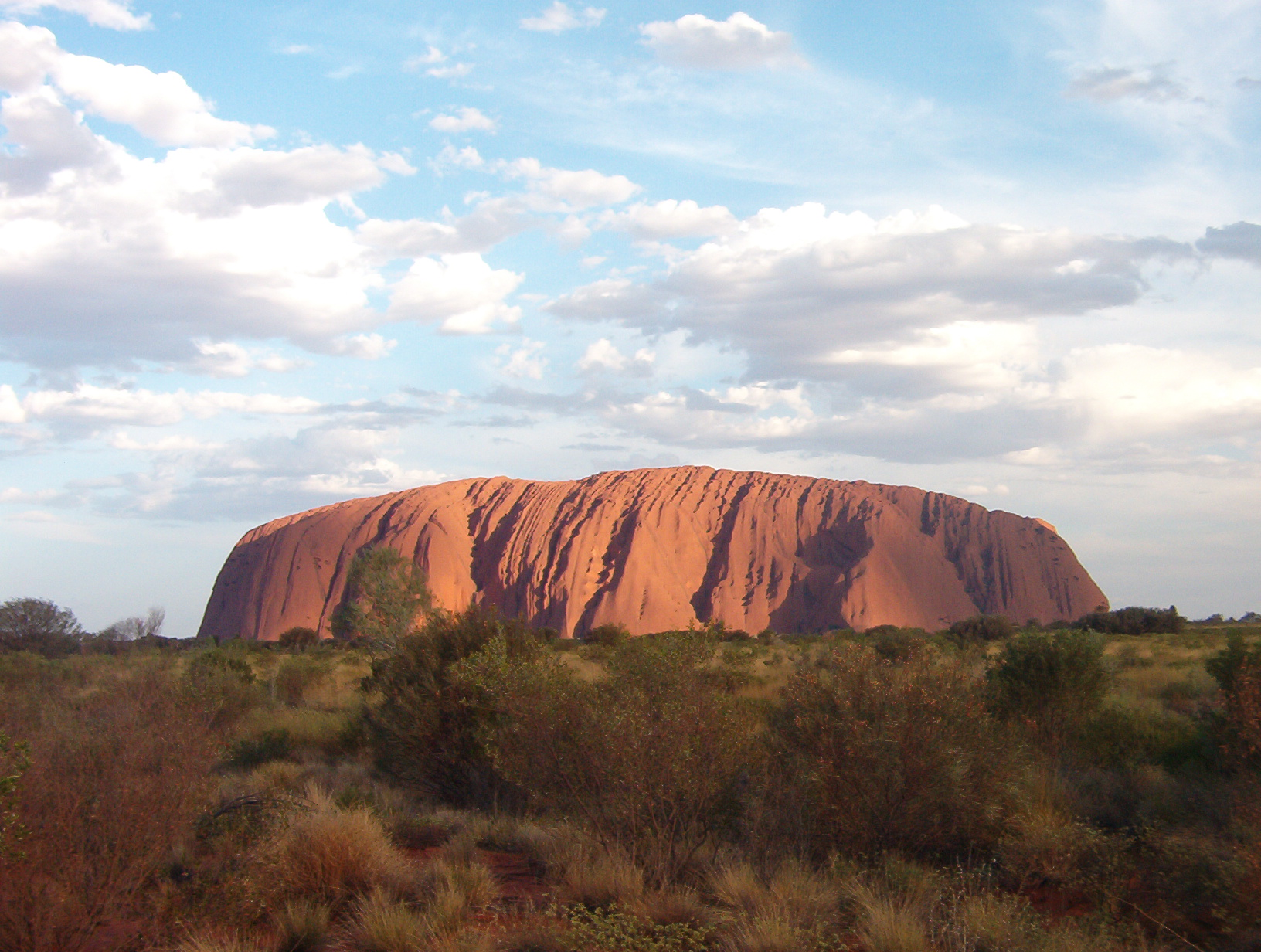
Uluru – święta góra Aborygenów

Religia Aborygenów, podobnie jak innych ludów żyjących w zbliżonych warunkach, jest silnie związana z naturą i ziemią – matką człowieka. Część rdzennych mieszkańców Australii czciła ziemię, wierząc, że duchy przodków nadały jej kształt w dalekiej przeszłości zwanej Czasem Snu. To od nich pochodzą wszystkie elementy natury, ciała niebieskie, flora, fauna oraz ich potomkowie.
Ważne miejsce w religii wielu Aborygenów odgrywała skała Uluru (Ayers Rock), co oznacza „Miejsce Spotkań”. Według legendy została stworzona przez dwóch chłopców, którzy w mitycznych czasach bawili się gliną. U podnóża Uluru znajdują się jaskinie z cennymi malowidłami, które przedstawiają mitycznych przodków Aborygenów, np. Mala (kangur) i Liru (wąż).
Ich religia mówi o stworzeniu świata i życia przez Baiame, Stworzycielu Wielu Rzeczy, w Czasie Snu. Na początku, jak przekazuje nam opowieść, byli przodkowie Czasu Snu - zwierzęta albo ludzie. Każda osoba pochodzi od określonego przodka Czasu Snu i musi tak traktować rodzaj zwierzęcia od którego pochodzi, jak gdyby był on członkiem rodziny. W tradycji aborygeńskiej jest  uczestniczenie w tajnych obrzędach, w czasie których mogą uczyć się, w jaki sposób powrócić do Czasu Snu.

## Tradycyjne sposoby sprawowania władzy i prawo
Sposób rządów w plemionach australijskich wynika m.in. z wierzeń dotyczących czasu snu. Według nich istoty boskie nie wprowadziły prawa jednorazowo, bez możliwości sprzeciwu, jak np. u Izraelitów Jahwe ustanowił niezmienne Prawo zawarte w Torze. Zastosowały one inną strategię – w zamierzchłych czasach wielokrotnie eksperymentowały i zmieniały ustalone wcześniej rytuały lub przepisy, przy czym często dochodziło między nimi do sporów. Aborygeni naśladowali ten sposób władzy, więc nie było wśród nich despotycznych władców, a w ujęciu europejskim można powiedzieć, że w ogóle nie było żadnych wodzów. Decyzje były podejmowane przez starszych, którzy jednak mogli zostać pozbawieni władzy, gdy ogół plemienia uznał, że nie są już oni w stanie jasno myśleć. Ponieważ jednak Aborygeni rzadko myślą jako jednostka, z reguły identyfikują się bezgranicznie z plemieniem, społeczeństwa takie mogły istnieć.
W moralności Aborygenów kluczową rolę odgrywa idea, że wszystkie istoty i rzeczy na Ziemi są jednakowo ożywione, świadome i powiązane. Dla Aborygenów najważniejsze są:
- autonomia – każda istota ma swoje prawo i nie wolno w nie ingerować;
- równowaga – żadna z sił nie może przeważać nad innymi;
- symetria – gdy któraś z sił jest potencjalnie groźniejsza, należy ustalić granice jej mocy;
- działanie – należy się nieustannie przyglądać światu i jeżeli ktoś łamie symetrię, należy go powstrzymać, chociaż nie znacznie silniej, niż jest on w stanie odpowiedzieć.

Przykładem obrazującym tę logikę myślenia jest sposób postępowania ze żmijami – ma ona prawo kąsać, więc nie można jej tego pozbawić (autonomia); żmija nie powinna jednak przeważać nad innymi, więc gdy będzie zagrożenie ukąszenia człowieka, który od tego ukąszenia może umrzeć, należy ją przed tym powstrzymać. Nie można doprowadzić do tego, by żmije miały przewagę nad ludźmi, ale można to tylko czynić w taki sposób, by nie mieć przewagi nad nią. Nie można więc umyślnie niszczyć wszystkich siedlisk żmij i całkowicie ich wytępić, bo to zaburzyłoby równowagę.
Praktyczne zastosowanie tej moralności wielokrotnie miało też miejsce podczas bitew z Europejczykami w XIX wieku, gdy wielokrotnie obserwowano, że rdzenni mieszkańcy Australii nie posuwają się do działań, w których wykorzystywaliby swoją przewagę nad wrogiem.

## Mentalność
Liczne prace pozwoliły określić cechy charakterystyczne pojmowania świata przez Aborygenów, która jest porównywana przez Eugene Stocktona do mentalności narodów semickich:
- myślenie jest niewerbalne, obrazowe;
- problemy są rozwiązywane w ujęciu całościowym, jednocześnie są rozpatrywane różne, często dalekie aspekty;
- brak jest konkurencji wśród innych, rzadkie jest poczucie chęci dominowania nad innymi, bądź ich doścignięcia w jakiejś dziedzinie;
- dominujący sposób nauki to metoda prób i błędów – choć nauczyciele, czyli głównie starsi, są przez społeczność Aborygenów szanowani; naśladownictwo nie jest pierwszym sposobem poradzenia sobie z problemami;
- myślenie jest trójwymiarowe, w przeciwieństwie do europejskiego myślenia dwuwymiarowego i upraszczania bardziej rozbudowanych myśli do liniowych ciągów zdarzeń;
- Aborygeni są skupieni na teraźniejszości, rzadko wybiegają w przyszłość.

Specyficzne jest też pojęcie spokrewnienia. Dla Aborygenów wszystkie znajome osoby są określane jako spokrewnione. Rozpowszechnione jest nazywanie znanych osób jako „wujek”, „dziadek”, „ciocia”, mimo braku jakiegokolwiek pokrewieństwa według europejskiego rozumienia. Ponadto spokrewnione mogą być miejsca, zwierzęta, siedziby itp. „Spokrewnienie” to więc tak naprawdę tylko etykietka, która będzie powodować określony sposób zachowania w stosunku do tych osób.
W społeczeństwie Aborygenów starsi są szanowani, ale tylko tak długo, jak na to zasługują. Stosunek do innych osób zależy od chwilowych powiązań, które mogą się zmieniać np. z wiekiem. Przykładem mogą być dzieci: młodsze dzieci muszą być pod opieką rodziców i trzeba im przekazywać całą swoją wiedzę, zaś pełnoletnie już żyją swoim życiem i nie mogą być pod nadzorem.
Do tradycyjnych cech przypisywanych Aborygenom jest również ich czarny humor i ogólnie poczucie humoru. Słyną też z tego, że gdy temat rozmowy im nie odpowiada, nie ciągną go, tylko starają się jak najszybciej przerwać rozmowę.

## Historia
Aborygeni pojawili się w Australii pomiędzy 125 a 50 tysięcy lat temu. Przybyli prawdopodobnie z wysp Azji Południowo-Wschodniej. Uważa się, że zasiedlenie Sahul wymagało co najmniej 8-10 przepraw morskich (przy czym obok głównej gałęzi osadników była jeszcze druga, która przybyła ok. 37 tys. lat temu z Papui). Około 10 tysięcy lat temu Aborygeni dotarli do Tasmanii. Tamtejsza gałąź Aborygenów to Tasmańczycy.
Przez około 50 tysięcy lat Aborygeni mieli niewielki kontakt z innymi ludami, np. Papuasami. Po raz pierwszy biali ludzie spotkali się z Aborygenami 29 kwietnia 1770 r. Miało to miejsce, gdy statek pod dowództwem Jamesa Cooka dotarł do Zatoki Botanicznej. U progu kolonizacji europejskiej populacja Aborygenów liczyła prawdopodobnie 750–780 tysięcy osób (inne źródła szacują tę liczbę na 300–400 tysięcy). Na początku XIX wieku istniało około 600 plemion. Każde z nich miało własną nazwę, język lub dialekt, zwyczaje i władało oddzielnym terytorium. Osadnicy z Europy zaczęli ich jednak wypierać z żyznych terenów w głąb kontynentu. W latach 1894–1897 miał miejsce zbrojny bunt Aborygenów, któremu przewodził Jandamarra.
Przez ponad 100 lat ludność ta ginęła wskutek konfliktów z białymi osadnikami, z powodu braku pożywienia i nieznanych chorób, co spowodowało, że na początku XX wieku uznano ich za lud wymierający.
Ich liczba katastrofalnie spadała aż do lat 30. XX wieku, kiedy ich liczbę oceniano tylko na 67 tysięcy (1933). Rządy Australii aż do połowy lat 60. XX wieku stosowały wobec Aborygenów politykę przymusowej asymilacji. Według popularnego mitu wykreślono ich wtedy z oficjalnej Księgi Flory i Fauny (uznając ich za ludzi i przyznając im prawa obywatelskie) tego kraju, co jest nieprawdą, ponieważ Aborygeni nigdy nie byli tam zapisani. Faktem jest jednak, że przyjęto od tego momentu zasadę asymilacji dobrowolnej. Dopiero od 1965 mają pełnię praw wyborczych (częściowo posiadali je już od XIX wieku, zależnie od stanu). Wśród Aborygenów występuje większe bezrobocie i alkoholizm, niż wśród pozostałej części ludności. Obecnie ich liczba rośnie, a całą populację szacuje się na ok. 1 mln osób.
13 lutego 2008 premier Australii wygłosił w parlamencie przemówienie, w którym przeprosił Aborygenów za dyskryminację i prześladowania, w tym praktyki prowadzące do powstania tzw. skradzionego pokolenia.